# Verbrechen von Wehrmacht und SS in Griechenland
|  | Dieser Artikel oder Abschnitt wurde wegen inhaltlicher Mängel auf der Qualitätssicherungsseite der Redaktion Geschichte eingetragen (dort auch Hinweise zur Abarbeitung dieses Wartungsbausteins). Dies geschieht, um die Qualität der Artikel im Themengebiet Geschichte auf ein akzeptables Niveau zu bringen. Dabei werden Artikel gelöscht, die nicht signifikant verbessert werden können. Bitte hilf mit, die Mängel dieses Artikels zu beseitigen, und beteilige dich bitte an der Diskussion! |

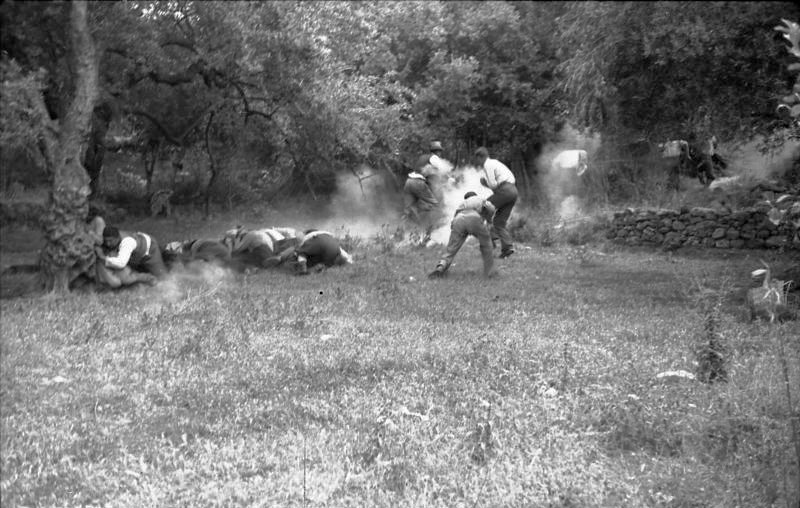
Erschießung griechischer Zivilisten durch deutsche Fallschirmjäger, Kreta, 2. Juni 1941

Als Verbrechen von Wehrmacht und SS in Griechenland werden Kriegsverbrechen und Verbrechen gegen die Menschlichkeit bezeichnet, die von Truppen der Wehrmacht und der Schutzstaffel (SS) während der Besetzung im Zweiten Weltkrieg begangen wurden.

## Angriff auf Griechenland, Besatzungszonen und Partisanenkrieg

Besatzungszonen (1941–1944)

Am 28. Oktober 1940 griffen aus dem italienisch besetzten Albanien italienische Streitkräfte Griechenland an. Am 14. November gingen die griechischen Streitkräfte zu einer Gegenoffensive über und eroberten den Süden Albaniens. Hierfür schwächte Griechenland seine Verteidigung an der Grenze zu Bulgarien. Nach dem Angriff erhielt Griechenland in geringem Umfang Unterstützung durch Großbritannien, insbesondere durch Flugzeuge und Personal der Royal Air Force. Ein Angebot weiterer Bodentruppen wurde bis Januar 1941 abgelehnt, danach jedoch folgte die Verlegung eines Expeditionskorps mit 2 Infanteriedivisionen und einer Panzerbrigade nach Griechenland. Im März 1941 verlegte die Wehrmacht nach dem Beitritt Bulgariens zum Dreimächtepakt sofort deutsche Truppen aus Rumänien nach Bulgarien an die Grenze zu Griechenland und Jugoslawien.
Am 6. April 1941 begann ohne Kriegserklärung der Angriff deutscher und bulgarischer Verbände auf Griechenland und Jugoslawien. Am 23. April 1941 kapitulierten die griechischen Streitkräfte. Am 21. April hatte das britische Oberkommando dem eigenen Expeditionskorps den Rückzug vom griechischen Festland befohlen. Bis zum 29. April verfolgten deutsche Truppen die sich auf dem griechischen Festland zurückziehenden Commonwealth-Truppen.
Kreta als größte griechische Insel blieb vorerst unter britischer Kontrolle, doch eine große, verlustreiche deutsche Luftlandeoperation ab dem 20. Mai 1941 zwang die Commonwealth-Truppen auch diese Insel zu räumen.
Das Land wurde nach Ende der Kämpfe in drei Besatzungszonen aufgeteilt. Deutschland beanspruchte zwar das geringste territoriale Gebiet, sicherte sich aber durch einen entsprechenden Vertrag das Vorrecht der wirtschaftlichen Ausbeutung in ganz Griechenland einschließlich der bulgarisch und italienisch besetzten Zonen. Die Besatzungsmächte setzten griechische Regierungen ein, die mit ihnen kollaborierten. Doch mit der Ethnikó Apelevtherotikó Métopo, einem Zusammenschluss von griechischen Parteien zur „Volksbefreiung“ und der hieraus im Februar 1942 gegründeten Griechischen Volksbefreiungsarmee, der ELAS, formierte sich nicht zuletzt aufgrund der wirtschaftlichen Katastrophe und der vielen Hungertoten des Winters 1941/42 ein aktiver Widerstand gegen die Besatzungstruppen. So kam es ab 1942 zu einem dauerhaften Partisanenkrieg, bei dem der Widerstand von den Alliierten unterstützt wurde.

## Große Hungersnot in Griechenland

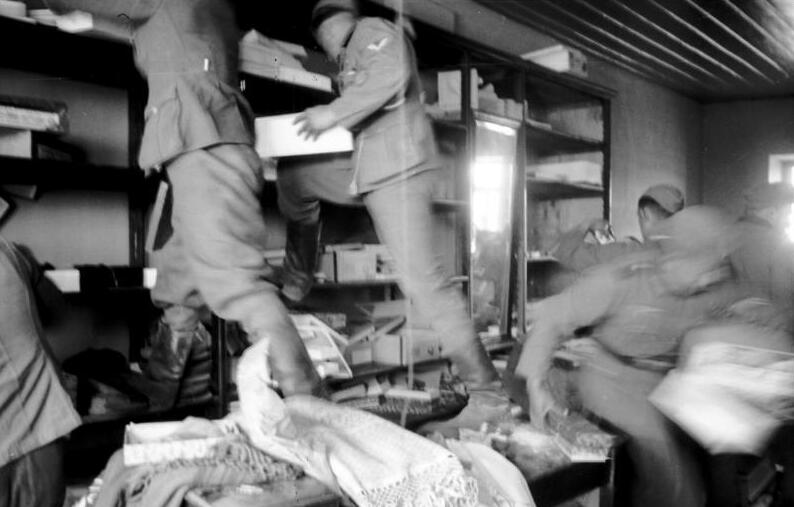
Wehrmachtssoldaten in einem Ladengeschäft, April 1941

Bevölkerungsentwicklung 1936–1943 in der Stadt Athen

### Gründe der Hungersnot
Die Große Hungersnot (griechisch Μεγάλος Λιμός Megálos Limós) im Herbst und Winter 1941/1942 war die mit Abstand schlimmste Hungersnot in der Geschichte Griechenlands. Sie war die Folge einer auf maximaler wirtschaftlicher Ausbeutung ausgelegten Besatzungspolitik, bei gleichzeitiger Ignoranz gegenüber der anfänglich strikten britischen maritimen Blockade nach der Besetzung. Welches in der von der Schifffahrt geprägten Kultur und Ökonomie dieses Landes verheerende Auswirkungen hatte.

### Folgen
Die Schätzungen über die Zahl der Menschen, die während des Zweiten Weltkrieges zur Zeit der Besatzung Griechenlands und kurz danach an den direkten oder indirekten Folgen des Hungers starben, schwanken zwischen 100.000 und 450.000 Opfern. Von 300 im Oktober 1944 in Athen untersuchten Kindern waren 290 an Tuberkulose erkrankt.

### Übergriffe durch Wehrmachtssoldaten
Schon unmittelbar nach der Besetzung kam es am 28. April 1941 durch Angehörige der Wehrmacht mit der Plünderung Athens. Der Journalist Laird Archer berichtete, wie Wehrmachtssoldaten Geschäft für Geschäft in der Innenstadt ausräumten. Die erbeuteten Waren wurden von den Soldaten in Päckchen in die Heimat geschickt, leere Geschäfte wurden für nachfolgende Soldaten außen markiert. Dies widersprach der Haager Landkriegsordnung von 1907, aber die Besatzer betrachteten die Güter als ihre legitime Kriegsbeute.

## Märtyrerdörfer und -städte Griechenlands

### Begriffsklärung
Mit dem Begriff Märtyrer-Dörfer und -Städte Griechenlands (griechisch Μαρτυρικά χωριά και πόλεις της Ελλάδας, transkribiert: Martyrika choria ke polis tis Elladas) werden in Griechenland Gedenkorte bezeichnet, in denen während der Jahre der Fremdbesetzung zwischen 1941 und 1945 in größerem Ausmaß Kriegsverbrechen an der Zivilbevölkerung verübt wurden.
Die Liste umfasst nur jene Orte, deren Gräueltaten durch ein wissenschaftliches Gremium historisch aufgearbeitet wurden, und berücksichtigt keine Einzelschicksale.

### Massaker durch Besatzungstruppen
Die Eroberung Griechenlands durch Wehrmacht und Waffen-SS, der Kampf gegen den Widerstand der Griechen und die sogenannten Repressalmaßnahmen gegen unschuldige Zivilisten waren äußerst blutig und erfolgten mit höchster Brutalität.
Hier sind nur beispielhaft einige der Kriegsverbrechen von Wehrmacht und SS gelistet:
- Im Rahmen der Eroberung Kretas evozierte der Widerstand der Bevölkerung gegen die deutsche Besetzung eine Reihe barbarischer Akte und Kriegsverbrechen durch das XI. Fliegerkorps unter Kurt Student. Insgesamt starben nach der Niederlage der Alliierten in der Luftlandeschlacht um Kreta bis 1945 infolge der Besatzung der Achsenmächte 8.575 Kreter.[7]
- Am 17. Oktober 1941 zogen Truppen der 164. Infanterie-Division in Ano Kerdylia und Kato Kerdylia ein, trieben alle männlichen Bewohner im Alter von 16 bis 60 Jahren zusammen und erschossen sie. Über 200 Menschen wurden bei dem Massaker ermordet.[8][9] Die beiden Orte wurden nicht mehr wieder aufgebaut. Lediglich eine neue Ortschaft Nea Kerdilia entstand später.[10]
- Das Massaker von Kalavryta erfolgte auf Anordnung des Generalmajors Karl von Le Suire und begann am 9. Dezember 1943 mit der Zerstörung von Kalavryta und 25 weiteren Dörfern. Auch das Nationalheiligtum der Griechen, das Kloster Agía Lávra, wurde im Rahmen der Operation zerstört. Die Männer von Kalavryta wurden allesamt mit Maschinengewehren erschossen, nur 13 überlebten, weil die Deutschen sie für tot hielten. Kampfgruppenführer Ebersberger meldete 674 Erschossene, in der Abschlussmeldung ist von 695 erschossenen Griechen die Rede. Die „Griechen gehen ihrerseits bis heute von einer wesentlich höheren Zahl von Toten aus“.[11]
- Das Massaker auf Kefalonia war eines der brutalsten Kriegsverbrechen der Wehrmacht im Zweiten Weltkrieg. Deutsche Truppen erschossen 5.200 Soldaten der italienischen Division „Acqui“, die sich am 21. und 22. September 1943 Teilen der deutschen 1. Gebirgs-Division auf der griechischen Insel Kefalonia ergeben hatten.
- Das Massaker von Klissoura am 5. April 1944 wurde von der 4. SS-Polizei-Panzergrenadier-Division zusammen mit bulgarischer Miliz begangen. Mindestens 250 Menschen, darunter 72 Kinder, wurden niedergeschossen, um Partisanenanschläge auf zwei deutsche Soldaten zu rächen.[12][13]
- Am 1. Mai 1944 wurden 200 der 260 überwiegend kommunistischen Gefangenen des KZ Chaidari am Schießstand von Kesariani erschossen – als Repressalie wegen eines Attentats auf den deutschen General Franz Krech bei Molai in Lakonien.[14]
- Beim Massaker von Distomo (griechisch Δίστομο), einer Ortschaft in Mittelgriechenland, am Fuße des Parnass-Gebirges, töteten am 10. Juni 1944 Angehörige eines Regimentes der 4. SS-Polizei-Panzergrenadier-Division im Zuge einer illegalen „Vergeltungsaktion“ 218 Dorfbewohner der Ortschaft Distomo und brannten das Dorf nieder.
- Das Massaker von Chortiatis am 2. September 1944 war ein deutsches Kriegsverbrechen an der Zivilbevölkerung der nordgriechischen Kleinstadt Chortiatis in der Nähe von Thessaloniki. Ermordet wurden 149 Menschen der Zivilbevölkerung von Chortiatis, ein Teil der Opfer wurde bei lebendigem Leibe verbrannt.[15][16]

### Strafrechtliche Aufarbeitung
Beim Prozess Generäle in Südosteuropa in den Jahren 1947 und 1948 wurden zwar die Generäle Hubert Lanz, Hellmuth Felmy und Wilhelm Speidel aufgrund ihrer Verantwortung für exzessive Geiselerschießungen in ihrem Befehlsbereich schuldig gesprochen und zu zwölf, fünfzehn bzw. zwanzig Jahren Haft verurteilt. Sie wurden alle drei begnadigt und Ende 1951 aus der Haft entlassen und bezogen danach eine Pension. Felmy lebte noch bis 1965, Speidel bis 1970 und Lanz bis 1982.

## Von der Besatzung zum Bürgerkrieg

### Besatzung
Das Besatzungsregime stürzte Griechenland in eine Hungerkatastrophe; es ließ mehr als 90 Prozent der jüdischen Bevölkerung (das waren mindestens 58.885 Männer, Frauen und Kinder) und mindestens weitere 70.000 unschuldige Zivilisten ermorden. Als Mitte 1943 die Partisanenbewegung Raum gewann, stellten der SS- und Polizeiführer Walter Schimana und Ministerpräsident Ioannis Rallis mit Billigung des LXVIII. Armeekorps der Wehrmacht sogenannte Sicherheitsbataillone aus der griechischen Bevölkerung auf.
Die Besatzungsmacht setzte auf brutale Vergeltungsmaßnahmen, samt Plünderungen, Geiselerschießungen und dem Einäschern ganzer Ortschaften. Im Zeitraum vom Juni 1943 bis Juni 1944 töteten die deutschen Besatzer nach eigenen Berichten 20.650 mutmaßliche Partisanen, nahmen weitere 25.728 gefangen und erschossen 4.785 Geiseln.
Die Besatzungszeit auf dem griechischen Festland endete im Oktober 1944 mit dem Abzug der deutschen Truppen; Teile Kretas und einzelne Inseln in der Ägäis blieben aber noch bis zur Kapitulation der Wehrmacht unter deutscher Besatzung.

### Bürgerkrieg
Schon 1943 begann ein latenter Bürgerkrieg, der im Herbst 1943 an Stärke zunahm und nach der Befreiung Griechenlands im Oktober 1944 durch die überwiegend kommunistische Widerstandsorganisation EAM bzw. deren militärischen Arm ELAS erstmals mit der Schlacht um Athen (Dezember 1944 bis 11. Januar 1945) ausbrach. EAM und ELAS hätten in Anbetracht der geringen britischen Truppenstärke von Oktober bis Dezember 1944 die Macht übernehmen können, taten dies aber nicht.
Die vormals mit den deutschen Besatzungstruppen kollaborierenden Sicherheitsbataillone kämpften – während der Dekemvriana – als Verbündete der britischen Streitkräfte, die auf Geheiß des britischen Premierministers Churchill eine kommunistische Machtübernahme verhindern sollten. Diese „zweite Runde des Bürgerkrieges“ endete mit dem am 12. Februar 1945 geschlossenen Abkommen von Varkiza.
Die Parlamentswahl vom 31. März 1946 wurde von den Kommunisten boykottiert; von März 1946 bis zum 9. Oktober 1949 fand die dritte und „heißeste“ Phase des Griechischen Bürgerkrieges statt.

## Opferzahlen

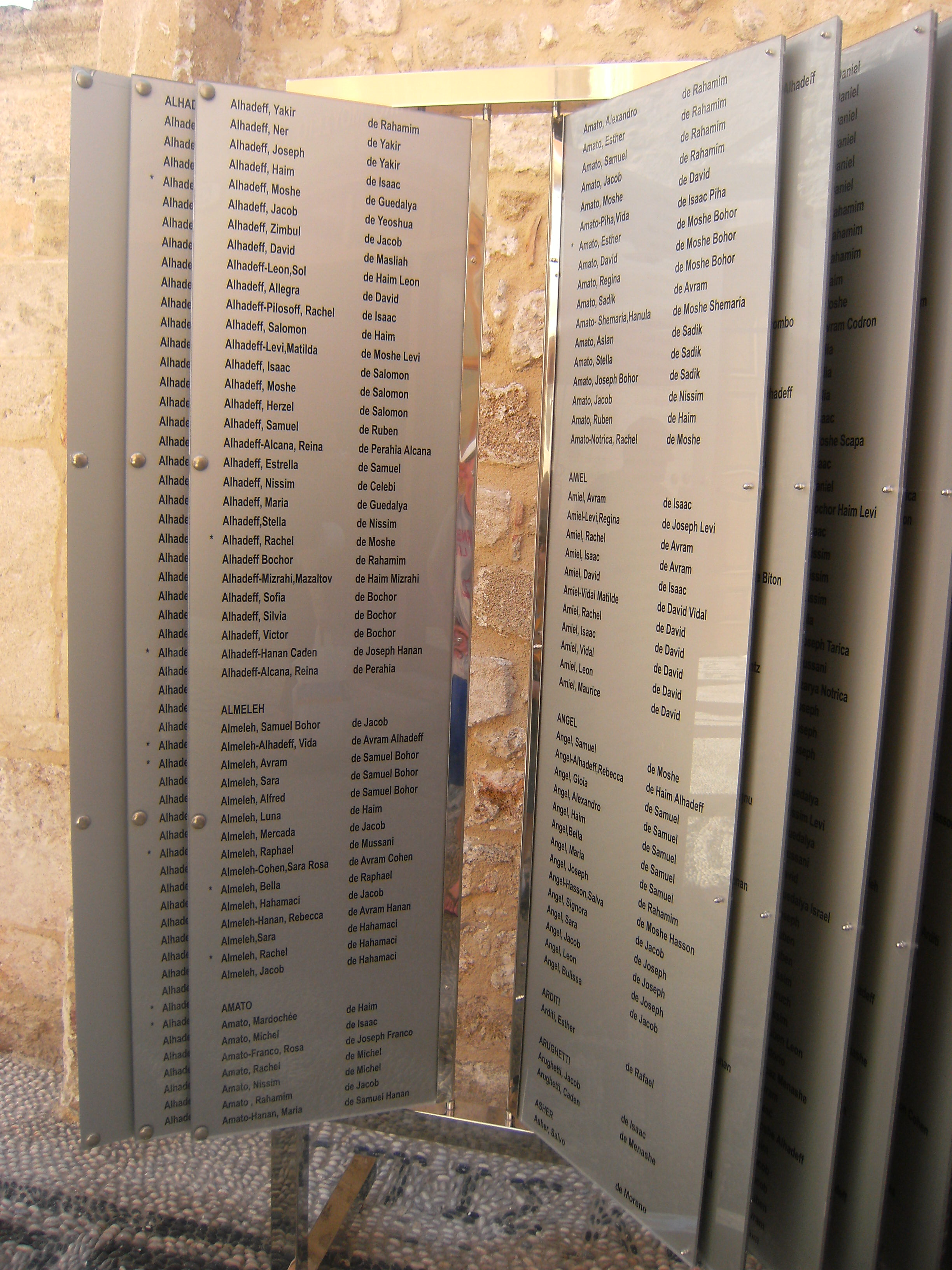
Liste bei der Kahal Shalom Synagoge mit den Namen der Opfer des Holocaust auf Rhodos

Die zugänglichen Quellen verdeutlichen die Auswirkungen der Okkupation und der Hungerkrise von 1941–1944. Hier einige Beispiele: Vor Kriegsausbruch hatte Griechenland ungefähr acht Millionen Einwohner. Die menschlichen Verluste durch Krieg und Besatzung belaufen sich auf 500.000, also auf sechs bis sieben Prozent der griechischen Bevölkerung. In Kämpfen verloren 75.000 Soldaten ihr Leben. Ungefähr 30.000 Griechen wurden von den Besatzungsmächten erschossen. Zu den zivilen Opfern gehörten hauptsächlich Oppositionelle und Juden und Jüdinnen. In griechischen Besatzungslagern und Gefängnissen waren 95.000 Personen inhaftiert worden. Die Hungerkrise im Winter 1941/1942 kostete ungefähr 250.000 Menschen das Leben. Die Liste der Orte, an denen es zu Verbrechen an der Kriegsbevölkerung kam, ist lang; Distomo, Kalavryta, Kommeno, Kefalonia und Chortiatis sind vielleicht die bekanntesten, aber keineswegs die einzigen Beispiele. Ungefähr zwischen 70.000 und 80.000 Griechen und Griechinnen wurden im Partisanenkrieg oder bei Vergeltungsaktionen von deutschen, italienischen und bulgarischen Truppen getötet. Zählt man die von den Deutschen ausgelöste Hungerkatastrophe, Holocaust, Besatzungszeit und den Bürgerkrieg als deren Folge zusammen, so verlor Griechenland in den Jahren 1941 bis 1949 zwischen 273.000 und 747.000 seiner Staatsbürger.
Danuta Czech hat aufgrund verschiedener Quellenmaterialien, unter anderem der nach dem Krieg im Bahnhof Auschwitz gefundenen Fahrkarten in Griechisch und Deutsch, festgestellt, dass insgesamt etwa 55.000 Personen von Griechenland nach Auschwitz deportiert wurden. Die Studie von Hagen Fleischer über den Holocaust in Griechenland, veröffentlicht in Dimension des Völkermords, herausgegeben von Wolfgang Benz ergab folgende Opferzahlen:
Getötete Griechen jüdischer Konfession 1941–1945
| Zahl   | Todesort                                                                      |
| ------ | ----------------------------------------------------------------------------- |
| 52.185 | Opfer von Auschwitz (deutsche Zone)                                           |
| 4.200  | Opfer von Treblinka (bulgarische Zone)                                        |
| 2.500  | Exekutionen und andere okkupationsbedingte Todesfälle innerhalb Griechenlands |
| 58.885 |                                                                               |